# Беттвізен
Беттвізен (нім. Bettwiesen) — громада  в Швейцарії в кантоні Тургау, округ Мюнхвілен.

## Географія
Громада розташована на відстані близько 135 км на північний схід від Берна, 12 км на південний схід від Фрауенфельда.
Беттвізен має площу 3,9 км², з яких на 14,2% дозволяється будівництво (житлове та будівництво доріг), 62,6% використовуються в сільськогосподарських цілях, 22,7% зайнято лісами, 0,5% не є продуктивними (річки, льодовики або гори).

## Демографія
2019 року в громаді мешкало 1226 осіб (+16,4% порівняно з 2010 роком), іноземців було 22,9%. Густота населення становила 318 осіб/км².
За віковим діапазоном населення розподілялося таким чином: 19,1% — особи молодші 20 років, 66,9% — особи у віці 20—64 років, 14% — особи у віці 65 років та старші. Було 514 помешкань (у середньому 2,4 особи в помешканні).
Із загальної кількості 298 працюючих 35 було зайнятих в первинному секторі, 148 — в обробній промисловості, 115 — в галузі послуг.